# Jenny Lind

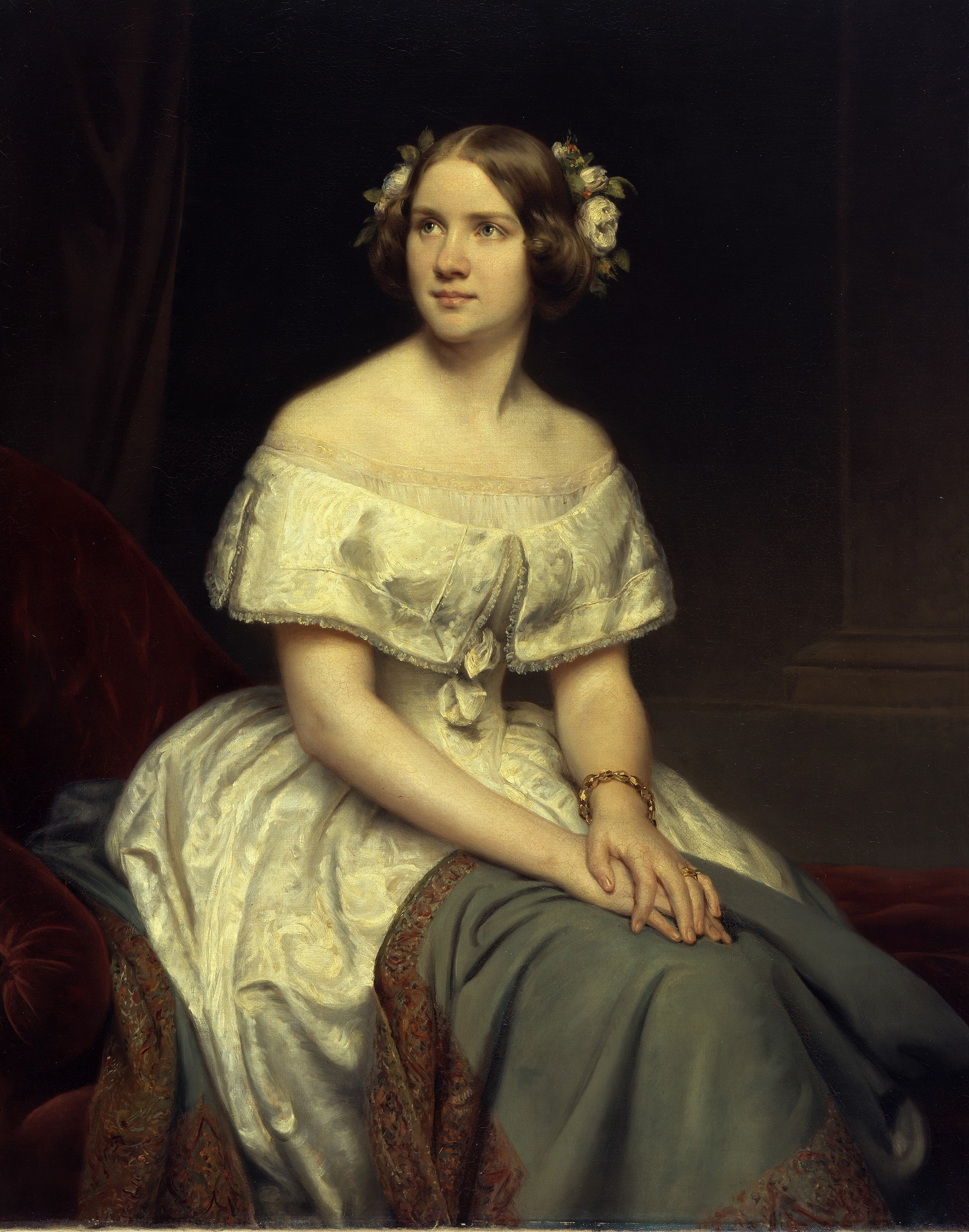
Eduard Magnus, 1846, Alte Nationalgalerie

Jenny Lind (* 6. Oktober 1820 in Stockholm als Johanna Maria Lind; † 2. November 1887 in Malvern, Worcestershire) war eine schwedische Opernsängerin (Sopran), die wegen ihres hohen technischen Niveaus und ihrer kometenhaften, kontinentübergreifenden Karriere auch als „schwedische Nachtigall“ in die Musikgeschichte einging.

## Leben

Jenny Lind, Gemälde von Louis Asher, 1845

Jenny Lind wurde als uneheliche Tochter von Anne-Marie Fellborg (1793–1856) und Nils Johan Lind (1798–1858) geboren. Name und Beruf des Vaters differieren je nach Quelle, mal wird er als Buchhalter, mal als Fabrikant bezeichnet. Jenny wuchs in komplizierten Verhältnissen auf: Als einjähriges Kleinkind bis 1824 wuchs sie bei einer Pflegefamilie auf dem Lande auf; in den nächsten vier Jahren lebte sie bei ihrer Mutter in Stockholm, zusammen mit ihrer Halbschwester Amalie (aus erster Ehe der Mutter) und ihrer Großmutter. Ihre Mutter hielt sich mit Unterrichten über Wasser und vermietete Zimmer. Von 1828 bis 1830 war Jenny wieder als Pflegekind bei einem Ehepaar. Ihre Eltern heirateten erst 1835 nach einer gerichtlichen Auseinandersetzung, bei der es darum ging, wer das Kind zu sich nimmt. Die Beziehung zu ihrer Mutter war von früher Kindheit an durch Spannungen getrübt.
Ab 1830 erhielt das musikalische Mädchen Gesangs- und Schauspielunterricht als Schülerin des Königlichen Theaters. Ihre ersten Gesangslehrer waren Carl Magnus Crælius und Isaak Berg (beide Tenor).

Im Januar 1837 erhielt sie einen Vertrag am Königlichen Theater, zunächst als Schauspielerin. Nachdem sie im Dezember 1837 bei einer konzertanten Aufführung des vierten Aktes von Meyerbeers Robert le diable die Partie der Alice gesungen hatte, debütierte Jenny Lind am 7. März 1838 als Agathe in Webers Der Freischütz.
Bei einer dieser Aufführungen war Fredrika Bremer anwesend:

„Sie war damals im Frühling des Lebens - frisch, strahlend und heiter wie ein Morgen im Mai; perfekt in Form; ... Sie schien sich zu bewegen, zu sprechen und zu singen, ohne Anstrengung oder Kunst. Alles war Natur und Harmonie. Ihr Gesang war bemerkenswert vor allem durch seine Reinheit und die Macht der Seele, die in ihren Tönen zu schwellen schien. Ihr ‚mezza voce‘ war entzückend.“

In den ersten Jahren ihres Engagements trat Jenny Lind sowohl in Sprechrollen auf als auch in Partien wie der Pamina in Mozarts Zauberflöte, der Titelrolle in Webers Euryanthe und mit besonderem Erfolg wiederum in Robert le diable. 1840 wurde sie mit 20 Jahren Mitglied der Königlich Schwedischen Musikakademie in Stockholm und zur Hofsängerin ernannt.
Aufgrund von Stimmproblemen ging sie 1841 nach Paris zu dem berühmten Gesangspädagogen Manuel García d. J., der meinte, dass sie kurz davor sei, ihre Stimme völlig zu verlieren, und ihr zur Erholung erst einmal drei Monate Gesangspause verordnete. Danach baute er ihre Stimme wieder gezielt auf und schulte ihre Atemtechnik, wodurch sie die Kunst des messa di voce und ihren perfekten Triller erlernte.
1842 kehrte sie zurück nach Stockholm, wo sie als Primadonna assoluta gefeiert wurde und außer in Opern des deutschen, italienischen und französischen Repertoires auch in Werken von schwedischen Komponisten wie Johan Fredrik Berwald, Franz Berwald und Johan van Boom auftrat.
Im darauffolgenden Jahr machte sie eine erste Auslandstournee durch Skandinavien, bei der sie den dänischen Dichter Hans Christian Andersen kennenlernte, der sie bewunderte und sich in sie verliebte, was sie aber nur auf freundschaftlicher Ebene erwiderte. Sein zu dieser Zeit entstandenes Märchen Die Nachtigall bezieht sich nach einer biografischen Notiz Andersens auf Jenny Lind, die selber als „die schwedische Nachtigall“ bezeichnet wurde.

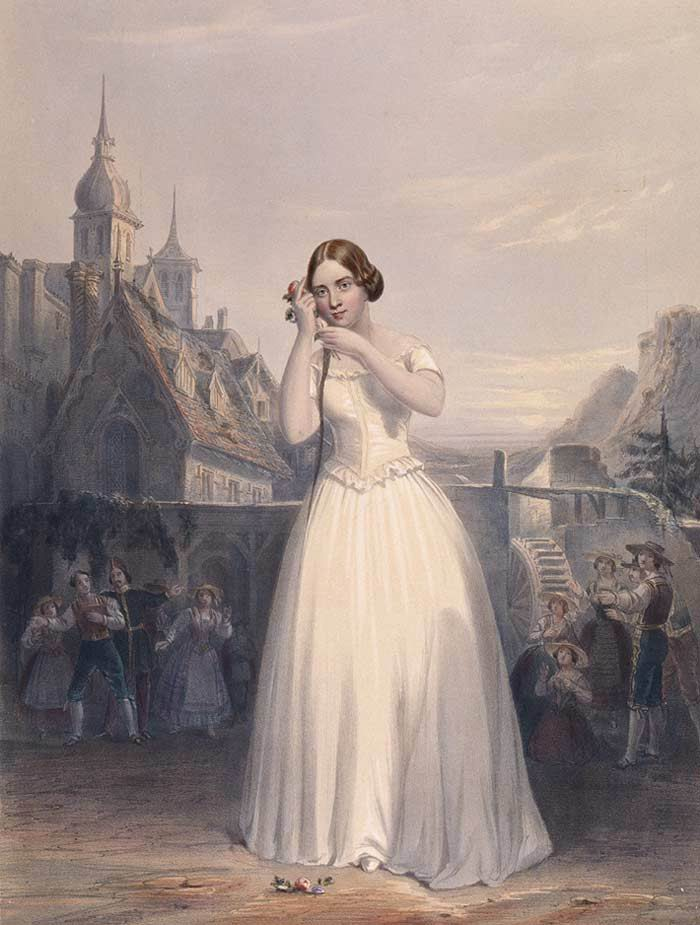
Jenny Lind in Bellinis La sonnambula

Giacomo Meyerbeer, dem sie bereits in Paris vorgesungen hatte, holte sie 1844 nach Berlin, wo sie die Partie der Vielka in seiner Oper Ein Feldlager in Schlesien sang (5. Januar 1845). Sie sang außerdem die weiblichen Hauptrollen in Bellinis Opern Norma und La sonnambula und stieg nun endgültig zur international gefeierten und verehrten Primadonna auf. Henriette Sontag (verheiratete Gräfin Rossi) soll Jenny Lind als „erste Sängerin der Welt“ bezeichnet haben. Zu dieser Zeit lernte sie auch Felix Mendelssohn Bartholdy kennen, mit dem sie eine jahrelange Freundschaft – oder unglückliche Liebesbeziehung (?) – verband.

Clara Schumann, die sie als Marie in Donizettis Regimentstochter erlebte, berichtete:

„Nie habe ich in der Weise spielen gesehen als von ihr, es liegt ein eigner Zauber in all ihren Bewegungen, eine Grazie, Naivität, und ihr Gesicht – jeder einzelne Teil betrachtet – nicht schön zu nennen, ist doch von einer Anmut, ihr Auge so poetisch, daß man unwillkürlich ergriffen wird.“

Jenny Lind bezauberte das Publikum nicht nur mit ihrem Gesang, sondern auch mit ihrem persönlichen Charme, ihrer mädchenhaften Natürlichkeit und unschuldigen Ausstrahlung – sie entsprach in vollkommener Weise dem Frauenideal des Biedermeier und der Romantik. Laut Andersen „liebte sie ihre Kunst mit ganzer Seele“ und er meinte, dass „eine edle, fromme Anlage wie ihre nicht durch Huldigungen verdorben werden“ könne. Fredrika Bremer berichtete, dass Jenny Lind so fromm war, dass ihr Tränen in die Augen stiegen, wenn man mit ihr über Gott sprach, und sie sei „groß als Künstlerin, aber noch größer in ihrer reinen menschlichen Existenz“. Dem entspricht die Tatsache, dass Jenny Lind von dem Vermögen, das sie verdiente (Eintrittspreise zu ihren Aufführungen waren oft erhöht), viel Geld für wohltätige Zwecke spendete, beispielsweise zur Unterstützung für vernachlässigte Kinder, arme Musiker oder für Musik studierende Mädchen. Ihre Wohltätigkeit war bekannt und trug zu ihrem legendären Ruf bei, und sie wurde beinahe verehrt wie eine Heilige.
Während einer Tournee in Wien 1846 widmete ihr Johann Strauss (Sohn) den Walzer Lind-Gesänge op. 21, und der Dichter Franz Grillparzer schwärmte in romantischer Verzückung über ihre Gesangskunst:

„Und spenden sie des Beifalls Lohn

Den Wundern deiner Kehle

Hier ist nicht Körper, Raum, noch Ton

Ich höre deine Seele.“

Nach einem Aufenthalt im heimatlichen Schweden folgte sie 1847 einem Engagement nach London. Ihre Popularität bei ihren Landsleuten war mittlerweile so groß, dass ihr vor ihrer Abreise nach England Militärkapellen ein Ständchen gaben und sich Tausende von Menschen versammelten, um sie zu verabschieden.
In England blieb sie bis 1849 und wurde umjubelt wie überall. Eine Anekdote berichtet, dass der berühmte Bassist Luigi Lablache – einer der ersten, der sie in London zu hören bekam –, über ihren Gesang sagte, dass „jede Note ... wie eine vollkommene Perle“ sei; daraufhin erlaubte sich die Lind mit ihm einen Scherz, soll in seinen Hut gesungen und ihm „einen Hut voll Perlen“ zurückgegeben haben.

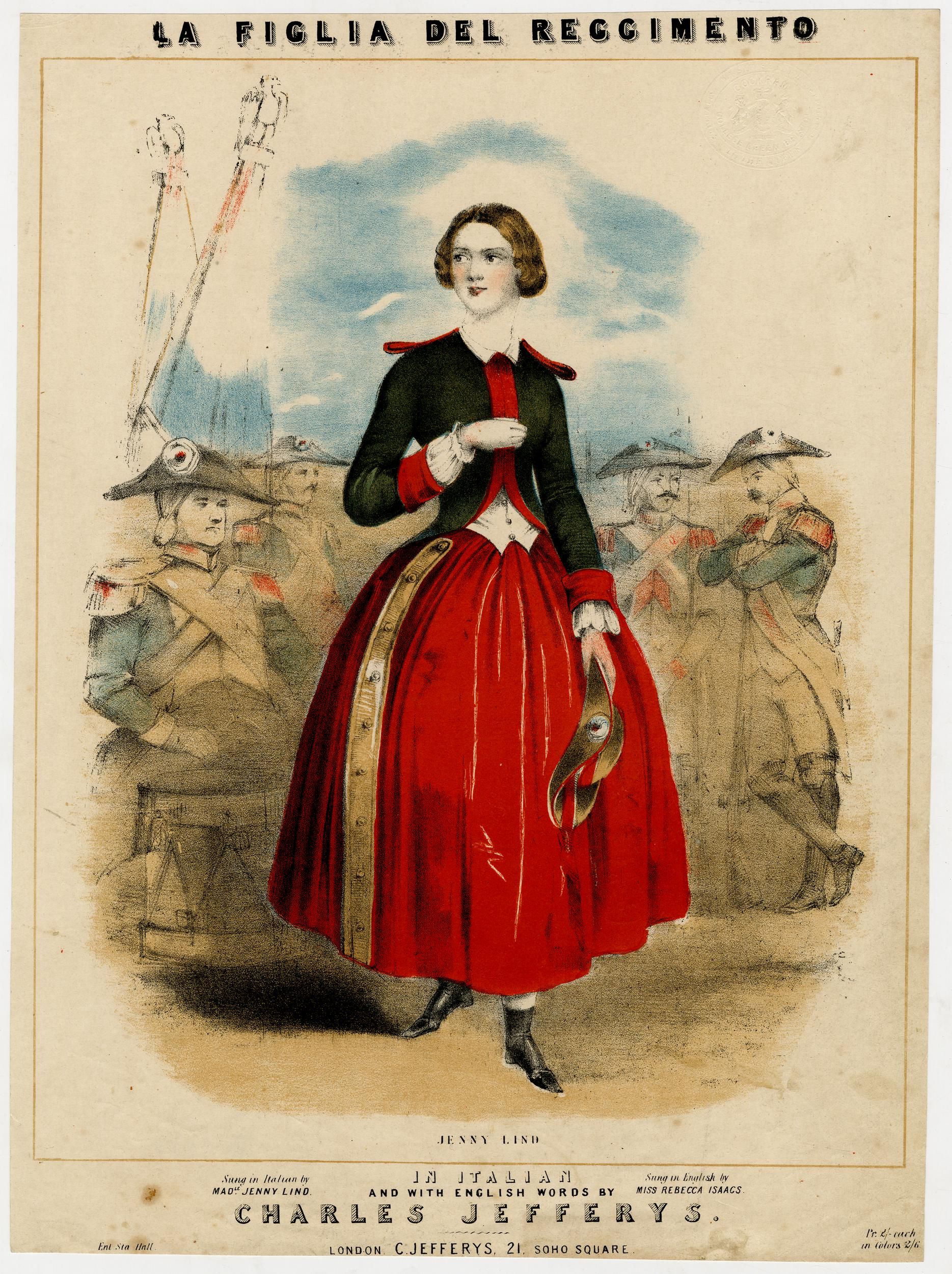
Jenny Lind als Marie in La Figlia del Reggimento

Giuseppe Verdi komponierte für Jenny Lind die Partie der Amalia in seiner Oper I masnadieri, die ihre Uraufführung am 22. Juli 1847 am Her Majesty’s Theatre erlebte. Die Oper gefiel jedoch nicht besonders und der Gesangsstil der Lind entsprach nicht Verdis Ideal, der ihre Stimme in der Tiefe zu schwach und ihre Verzierungskunst als altmodisch empfunden haben soll, ihr aber gerade deshalb gegen seine Gewohnheit Kadenzen zur eigenen Improvisation überließ.

Zu ihren Glanzrollen zählten neben Amina in La Sonnambula, der Titelrolle in Donizettis Lucia di Lammermoor und Marie in La figlia del reggimento auch Norma, jedoch soll ihre Interpretation dieser letzten Rolle in dramatischer Hinsicht weit schwächer gewesen sein als die von Giulia Grisi, der wohl bedeutendsten Norma ihrer Zeit. Ganz allgemein soll Jenny Lind der Ausdruck sanfter, liebevoller und rührender Gefühle am meisten gelegen haben, während „ihr heftige und stürmische Leidenschaften“ nicht lagen.
Weitere wichtige Partien von Jenny Lind waren die Elvira in I puritani, Adina in L’elisir d’amore, die Titelrolle in Anna Bolena sowie die weiblichen Hauptrollen in Rossinis La gazza ladra, Semiramide und Il turco in Italia. Sie sang außerdem in Mozarts Don Giovanni und Le nozze di Figaro (Susanna) sowie in Gaspare Spontinis La vestale und Meyerbeers Les Huguenots.
In Großbritannien gab sie auch Konzerte in Manchester, Liverpool, Edinburgh und Dundee.
In London lernte sie Frédéric Chopin kennen. Trotz gegenseitiger Zuneigung, die aus Briefen an ihre Familie bekannt wurde, und heftiger Bemühungen ihrerseits – unter anderem einer Reise nach Paris im Mai 1849 – schaffte sie es aber nicht, ihn zu einer Ehe zu bewegen (Chopin starb im Oktober 1849).
Nachdem sie schon von Anfang an immer wieder mit großen Selbstzweifeln und „mit dem Gedanken, die Opernbühne zu verlassen,“ zu kämpfen hatte, zog sich Jenny Lind 1849, mit nur 29 Jahren und für die Öffentlichkeit überraschend, von der Opernbühne zurück.

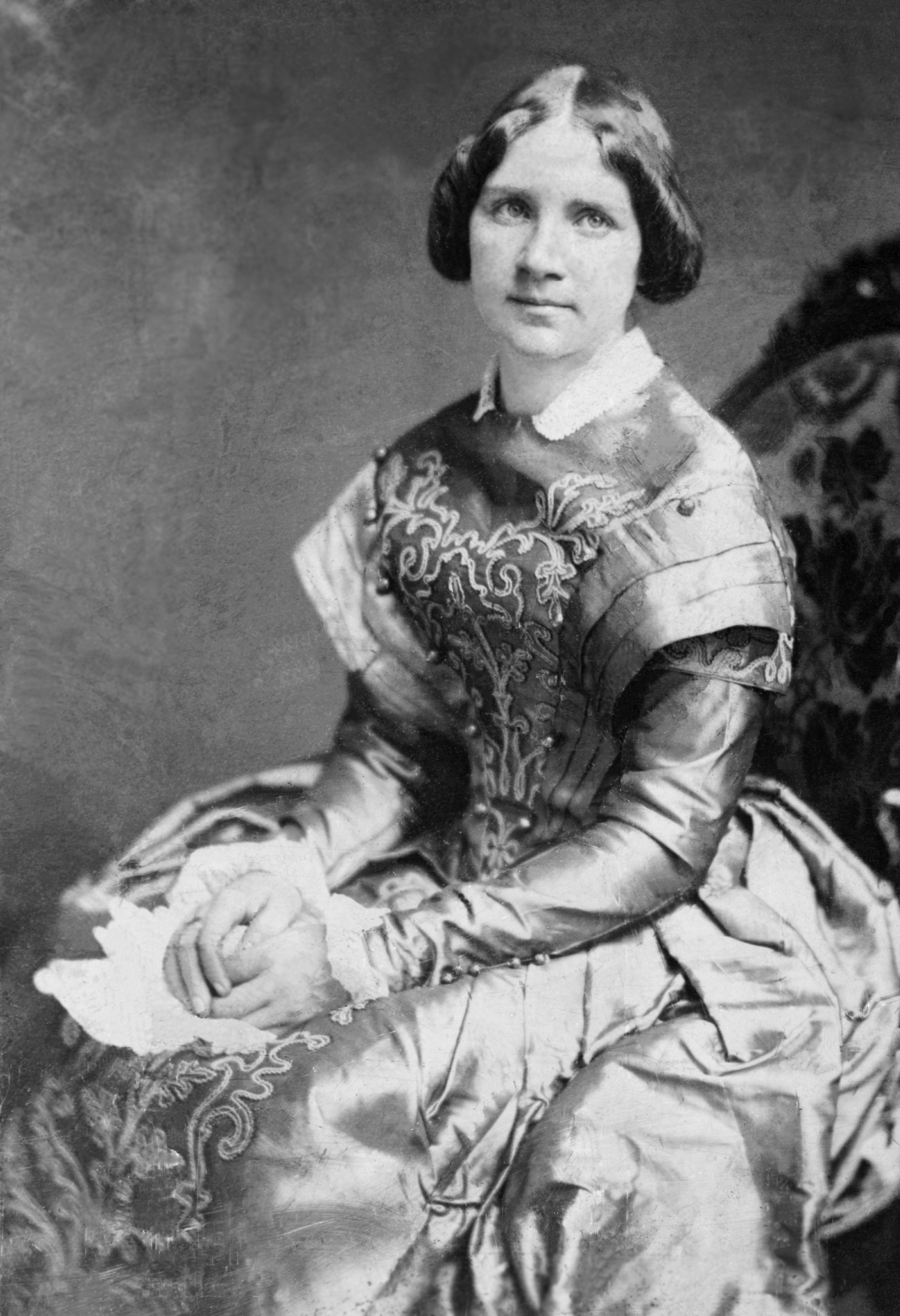
Jenny Lind auf einer Fotografie von 1850

Dennoch ging sie 1850 bis 1852 auf eine von P. T. Barnum organisierte große Tournee durch die USA, wo sie in 150 Konzerten auftreten sollte, zu einer Gage von 1000 Dollar pro Aufführung; sie brach allerdings ihren Vertrag nach einiger Zeit, zahlte Barnum eine Entschädigung von 30.000 Dollar und gab die letzten 60 Konzerte auf eigene Faust – was bedeutet, dass sie die Einnahmen nun nicht mehr mit Barnum teilen musste und umso mehr Geld für wohltätige Zwecke spenden konnte (in den USA, aber auch später in Schweden und Großbritannien). In Amerika war sie Gegenstand eines Starrummels von bis dahin unbekannten Ausmaßen. Es existieren zeitgenössische Illustrationen, die ein außer Rand und Band geratenes Publikum abbilden. Ihr Begleiter am Klavier war der Pianist Julius Benedict.

In Boston heiratete sie am 5. Februar 1852 den deutschen Komponisten Otto Goldschmidt (1829–1907), der sie auch als Pianist begleitete, und kehrte im selben Jahr mit ihm nach Europa zurück, wo sie nur noch selten, oft im Rahmen von Wohltätigkeitsveranstaltungen, auftrat. Ein späteres Angebot von Barnum zu einer zweiten Amerika-Tournee lehnte sie ab.
Von 1852 bis 1855 wohnte sie in Dresden, wo sie im September 1853 ihren ältesten Sohn Walter Otto (1853–1884) zur Welt brachte und im März 1857 ihre Tochter Jenny Maria Catherine. Während dieser Jahre führten sie Konzerttourneen durch Deutschland, Österreich, Holland und Großbritannien. 1856 wurde sie von Hermann Krone fotografiert. Ab Sommer 1858 lebte sie in London, wo im Januar 1861 ihr jüngerer Sohn Ernest geboren wurde.
In ihrer späten Zeit sang Jenny Lind mit Vorliebe in Oratorien, besonders in Haydns Die Schöpfung, Mendelssohns Elias und Händels Messiah. In ihren Konzerten hatte sie besonderen Erfolg mit skandinavischen Liedern, schottischen Volksweisen oder mit Henry Bishops „Home sweet home“. Wilhelm Taubert komponierte für sie das Lied „Ich muß nun einmal singen“.
1870 trat sie auf dem Niederrheinischen Musikfest in Düsseldorf auf, wo sie das Sopransolo in dem Oratorium Ruth ihres Gatten Otto Goldschmidt sang.
Als ihr letzter öffentlicher Auftritt gilt ein Wohltätigkeitskonzert im Badekurort Malvern, das sie 1883 zugunsten der Eisenbahner gab.
Seit der Gründung des Royal College of Music von London 1883 leitete sie bis 1886, ein Jahr vor ihrem Tod, die Meisterklasse für Gesang.
Im September 1887 erlitt Jenny Lind in London einen Schlaganfall; die Presse meldete zunächst, sie liege im Sterben. Ende September machte ihre Erkrankung „ihre Uebersiedlung von London nach dem Lande nothwendig, da ihr absolute Ruhe und Schonung anempfohlen wurden“. Anfang Oktober wurde voreilig gemeldet, dass „in dem Befinden von Frau Goldschmidt (Jenny Lind) eine wesentliche Besserung eingetreten“ sei. Jenny Linds Sohn schrieb dem Direktorium der von seiner Mutter in Norwich gegründeten Anstalt für kranke Kinder in einem Brief, der auf einer Sitzung am 5. Oktober 1887 verlesen wurde: „Meine Mutter ist schwerkrank und hat die letzten drei Wochen im Bette verweilen müssen, seitdem sie den Schlaganfall hatte, welcher sie der Sprache und aller Bewegungen an der rechten Seite beraubte. Sie hat seither in wunderbarer Weise zum Theile den Gebrauch der Sprache und des rechten Armes wiedergewonnen, aber wir dürfen uns nicht verhehlen, daß ihre Kräfte immer mehr abnehmen. Gott sei Dank hat sie keine Schmerzen.“
Jenny Lind starb am 2. November 1887 in Malvern und wurde auf dem dortigen Friedhof begraben. Unter dem Namen „Jenny Lind-Goldschmidt“ wird ihrer in London in der Westminster Abbey am Poet’s Corner gedacht.

## Stimme, Gesang, Schauspiel

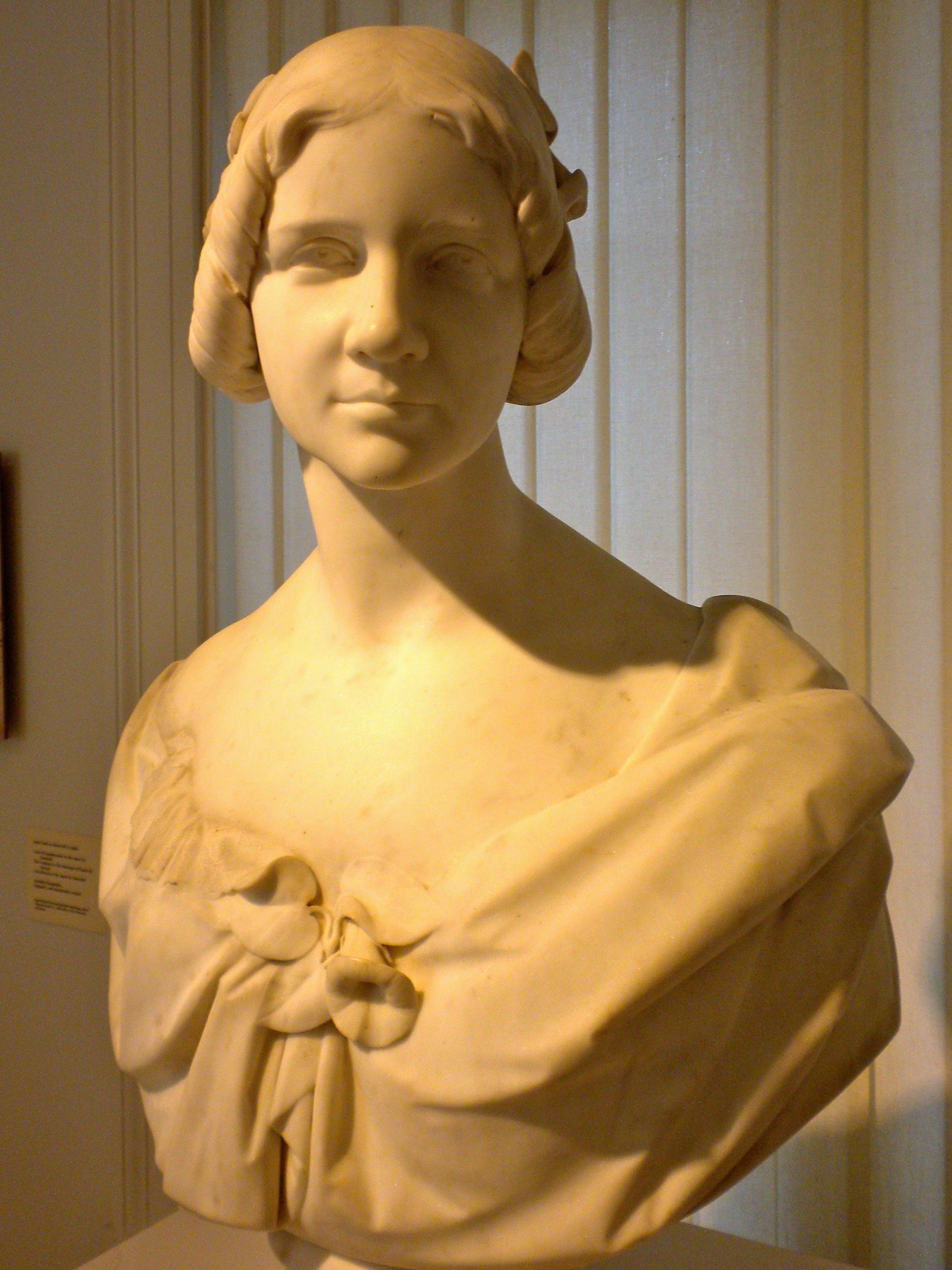
Jenny Lind, Marmorbüste von Joseph Durham, 1850

Von Jenny Linds Gesang und Stimme sind eine ganze Reihe von zeitgenössischen Beschreibungen überliefert. Laut George T. Ferris war:

„Ihre Stimme ... von glänzender, hinreißender und sympathischer Qualität, mit größerer Stärke und Reinheit im oberen Register, aber etwas schwach im anderen (d.h. im unteren). Diese beiden Teile ihrer Stimme vereinte sie jedoch mit großem künstlerischem Geschick, so dass die Kraft der oberen Noten die unteren nicht überstrahlen konnte. Ihre Technik war großartig, obgleich geringer als die von Persiani oder der älteren und noch größeren Sängerin, Catalani. ... Ihr Geschmack in der Ornamentierung war originell und brillant, aber immer vernünftig, eine Mäßigung, die man nicht oft unter technisch großen Sängern findet. Sie komponierte alle ihre eigenen Kadenzen, und viele davon waren von Charakter und Ausführung so, dass sie für ihre kreative Wissenschaft die stärkste Bewunderung von solch musikalischen Autoritäten wie Meyerbeer, Mendelssohn und Moscheles fanden. Ihre Pianissimo-Töne waren so zart, dass sie fast einen Effekt wie Bauchreden hatten, von so exquisiter Zartheit waren sie; …

Als Schauspielerin hatte Jenny Lind keine besonders aufsehenerregenden Fähigkeiten, und nur wenig Vielseitigkeit, wie ihr sehr begrenztes Opernrepertoire bewies; aber in alles, was sie tat, legte sie eine Anmut, Einfühlsamkeit („sympathy“) und Zärtlichkeit, die in Kombination mit der Größe ihres Gesangs und irgendeiner unbeschreiblichen Qualität in der Stimme selber eine Wirkung auf das Publikum ausübte, die nur wenige Parallelen in den Annalen der Oper hat.“

Ein anderer Stimmkenner beschrieb Jenny Linds Stimme und Gesangskunst folgendermaßen (nach Ferris):

„Ihre Stimme ist ein reiner Sopran, vom vollsten Umfang der Stimmen dieser Klasse, und von solch klanglichem Ebenmaß, dass das feinste Ohr keinen Qualitätsunterschied wahrnehmen kann zwischen der Tiefe und der Höhe der Tessitura. In der großen Spanne zwischen dem a unter der Linie und dem hohen d’’’ führt sie jede Art von Passagen mit gleicher Leichtigkeit und Perfektion aus, egal ob sie aus Noten bestehen, die „in Süße weit ausgesponnen“ werden, oder von schnellsten Höhenflügen und Fiorituren. Ihre tiefsten Töne kommen so klar und klingend hervor wie ihre höchsten, und ihre höchsten sind so sanft und süß wie die tiefsten. Ihre Töne sind nie mulmig (englisch „muffled“) oder undeutlich, noch verletzen sie jemals das Ohr auch nur durch den schwächsten Anklang von Schrillheit; runde Weichheit zeichnet jeden Klang aus, den sie hervorbringt. … Die selbe Klarheit lässt sich in ihrem pianissimo beobachten. Wenn sie einen Ton verlängert, und gradweise abschwächt, und zart auf die letzte Note fällt, erreicht der Klang, obwohl so ätherisch wie das Seufzen einer Brise, … jede Ecke des riesigen Theaters. Viel von dem Effekt dieser unvergleichlichen Stimme rührt her von der physischen Schönheit ihres Klanges, aber noch mehr von dem exquisiten Können und Geschmack, mit denen sie gebraucht wird, und der Intelligenz und Sensibilität, deren Organ sie ist. Mademoiselle Linds Vortrag ist der einer kompletten Musikerin. Jede Passage ist so hochgradig vollendet, so perfekt in Klang, Intonation und Artikulation, als wenn sie von der Violine eines Paganini oder eines Sivori käme, mit dem zusätzlichen Charme, der in der göttlichen menschlichen Stimme liegt. Ihre Verzierungen zeigen die reichste Fantasie und grenzenlose Leichtigkeit, aber noch bemerkenswerter zeigen sie ein wohlausgewogenes Urteilsvermögen und Geschmack.“

## Wirkung

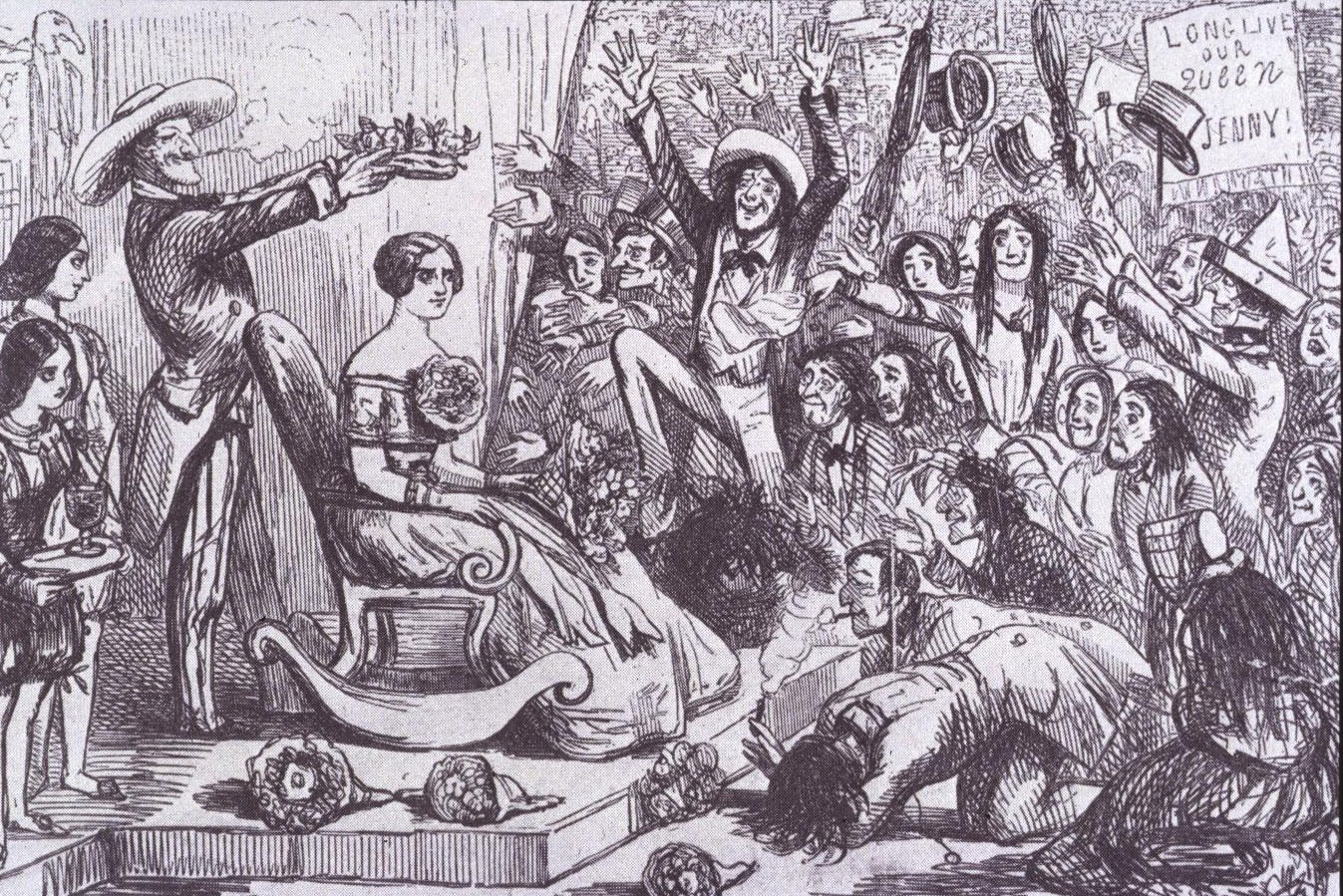
Zeitgenössische Karikatur: Starrummel um Jenny Lind in den USA

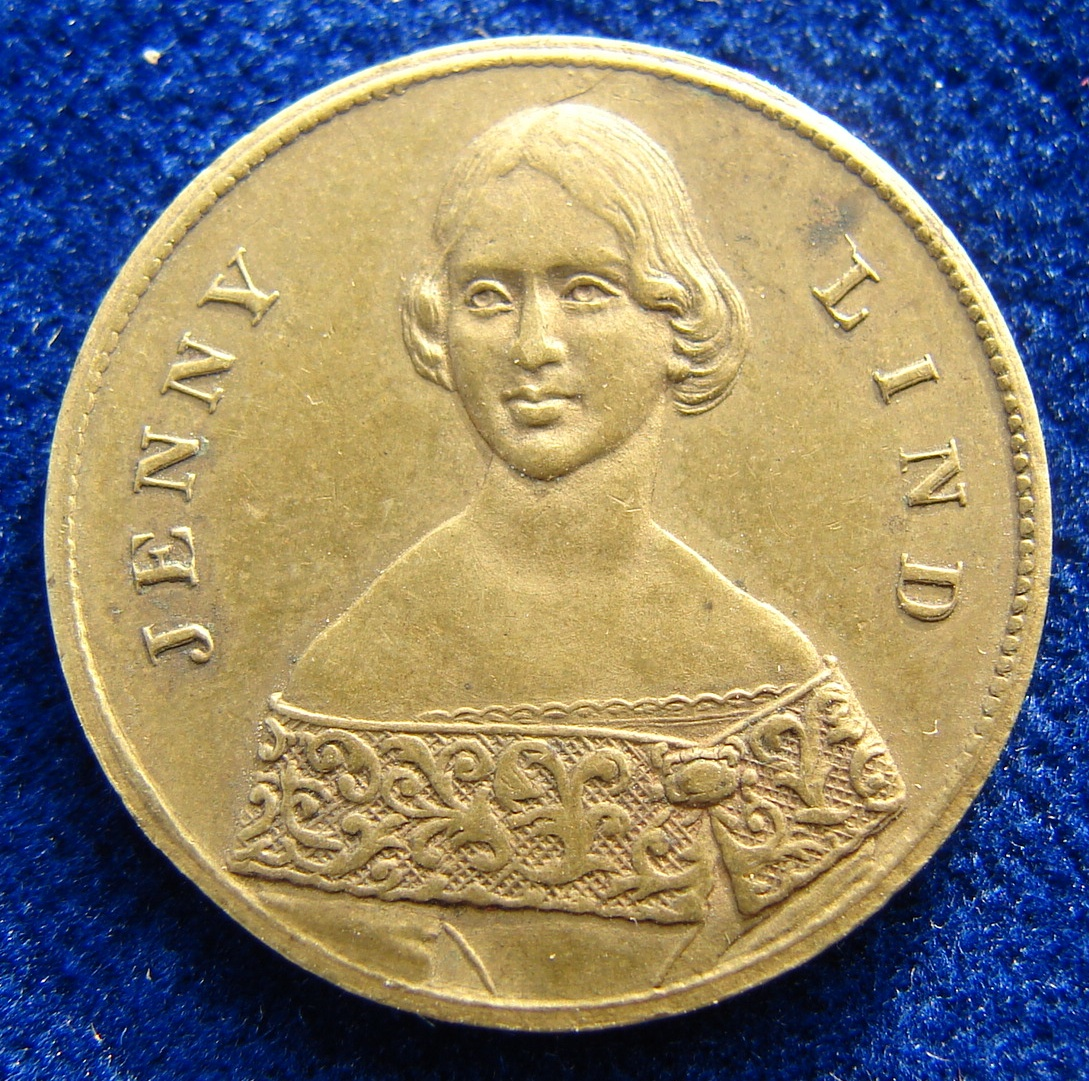
Jenny-Lind-Token o. J. zu ihrer USA-Tournee, Vorderseite.

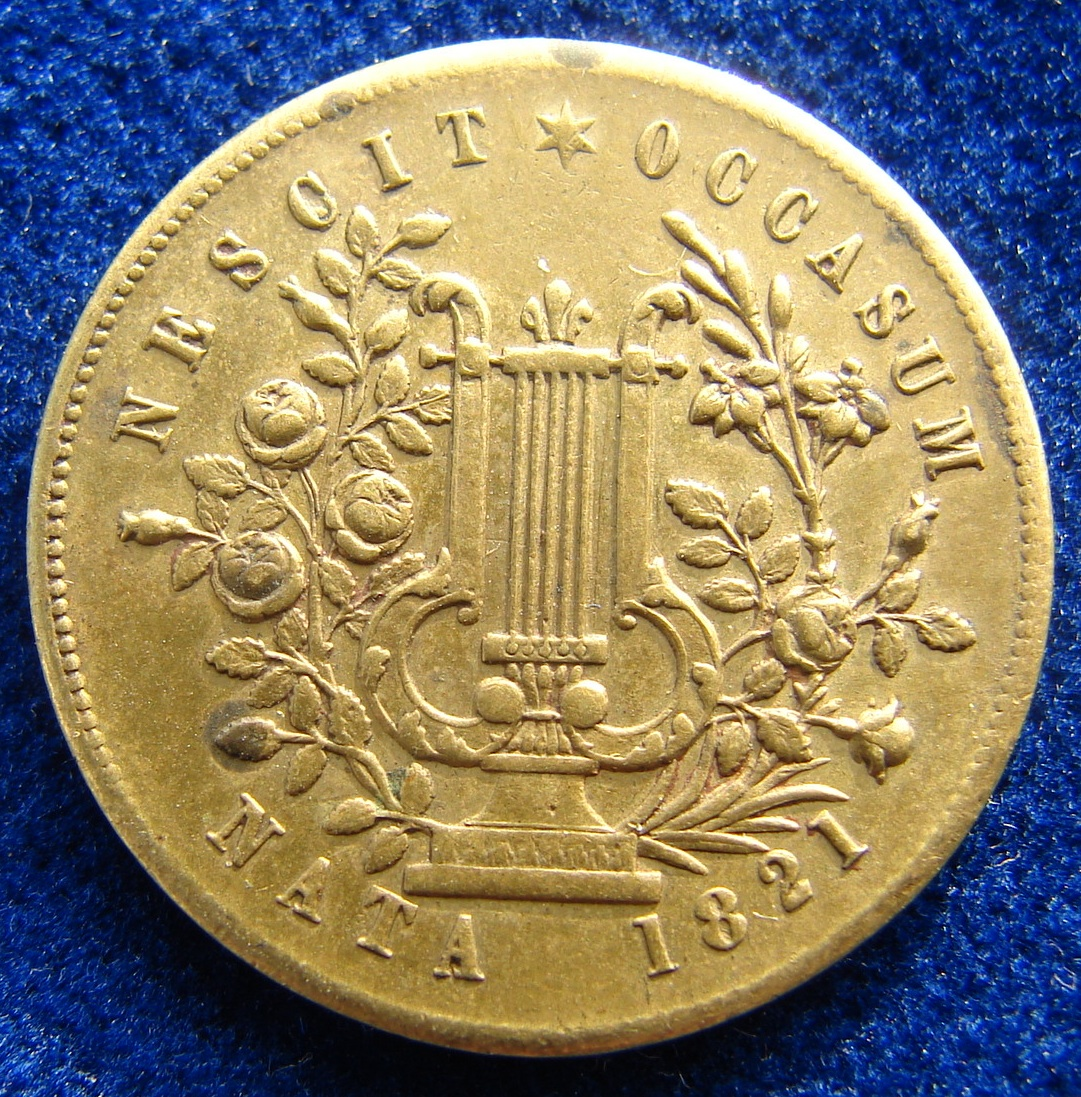
Jenny-Lind-Token zu ihrer USA-Tournee mit falschem (?) Geburtsjahr 1821, Rückseite.

Jenny Lind vermochte durch ihren Gesang und ihr sympathisches Wesen nicht nur das große Publikum zu beeindrucken, sondern offenbar auch verschiedene Musiker und Dichter in ihren Bann zu ziehen.
Zu ihren Bewunderern gehörten Hans Christian Andersen, Mendelssohn Bartholdy, Robert und Clara Schumann, und Hector Berlioz.
Sie wurde von den Königshäusern Europas hofiert und zu Aufführungen eingeladen, so u. a. von König Oskar I. von Schweden und Norwegen, Friedrich Wilhelm IV. von Preußen und Queen Victoria von Großbritannien.
Jenny Lind vergaß jedoch nie ihre einfache Herkunft und spendete große Teile ihres Vermögens für arme Musiker, Hospitäler und Waisenhäuser. Nach zeitgenössischen Schätzungen soll sie mindestens eine halbe Million Dollar (nach damaligem Wert) verschenkt haben. Daher tragen noch heute Einrichtungen, v. a. in Großbritannien, den USA und Schweden, ihren Namen. In den USA trifft man öfter auf Straßen, die nach ihr benannt sind. Eine Insel vor der Küste von Neuengland ist ebenso nach ihr benannt wie eine Insel im Territorium Nunavut im Norden von Kanada. Das erste Opernhaus San Franciscos wurde Jenny Lind Opera House benannt.
1862 stiftete Jenny Lind einen Preis für junge schwedische Musiker, der mit einer dreijährigen Förderung verbunden war. Heute wird der Jenny-Lind-Preis jährlich an eine junge schwedische Sängerin vergeben und ist mit zwei Monatstourneen in den USA und in Schweden sowie mit einem Stipendium verbunden.
Jenny Lind gehört – auch über Jahrhundertgrenzen hinweg – zu den berühmtesten Landeskindern Schwedens. Ihr Name ist Fachleuten aus dem Opernumfeld und Kennern des Landes nach wie vor geläufig, die Schweden sind stolz auf diese Künstlerin und halten ihr Andenken in Ehren. Ihr Bildnis zierte bis 2015 den 50-Kronen-Schein der Schwedischen Reichsbank.
Theodor Fontane schildert in seinem Roman Der Stechlin eine Einladung im Londoner Haus der schwedischen Nachtigall. Ihr Leben wurde auch verfilmt. 1930 erschien die Filmbiografie Jenny Lind mit Grace Moore in der Titelrolle. 1934 wurde sie in Zirkus Barnum, einer Biografie über P. T. Barnum, von Virginia Bruce gespielt. Die Rolle der Sängerin in dem Kinofilm Die schwedische Nachtigall (1941) spielte Ilse Werner. Erna Berger sang die Lieder, die Franz Grothe für die Hauptdarstellerin geschrieben hatte.
In dem amerikanischen Fernsehfilm Barnum (1986) von Lee Philips wurde Jenny Lind von Hanna Schygulla gespielt, neben Burt Lancaster als P. T. Barnum.
Das 1981 in Kopenhagen uraufgeführte Theaterstück Från regnormanas liv (Aus dem Leben der Regenwürmer) von Per Olov Enquist verarbeitet unter anderem Hans Christian Andersens unerwiderte Liebe zu Jenny Lind. In der US-amerikanischen Hallmark-Entertainment-Film-Produktion von 2001 Hans Christian Andersen – My life as a fairytale (Regie: Philip Saville) nimmt Linds Beziehung zu Hans Christian Andersen ebenfalls einen breiten Raum ein. Jenny wird dargestellt durch die nordirische Schauspielerin Flora Montgomery. Im US-amerikanischen Film Greatest Showman von 2017 wird Jenny Lind von Rebecca Ferguson verkörpert.

## Ehrungen

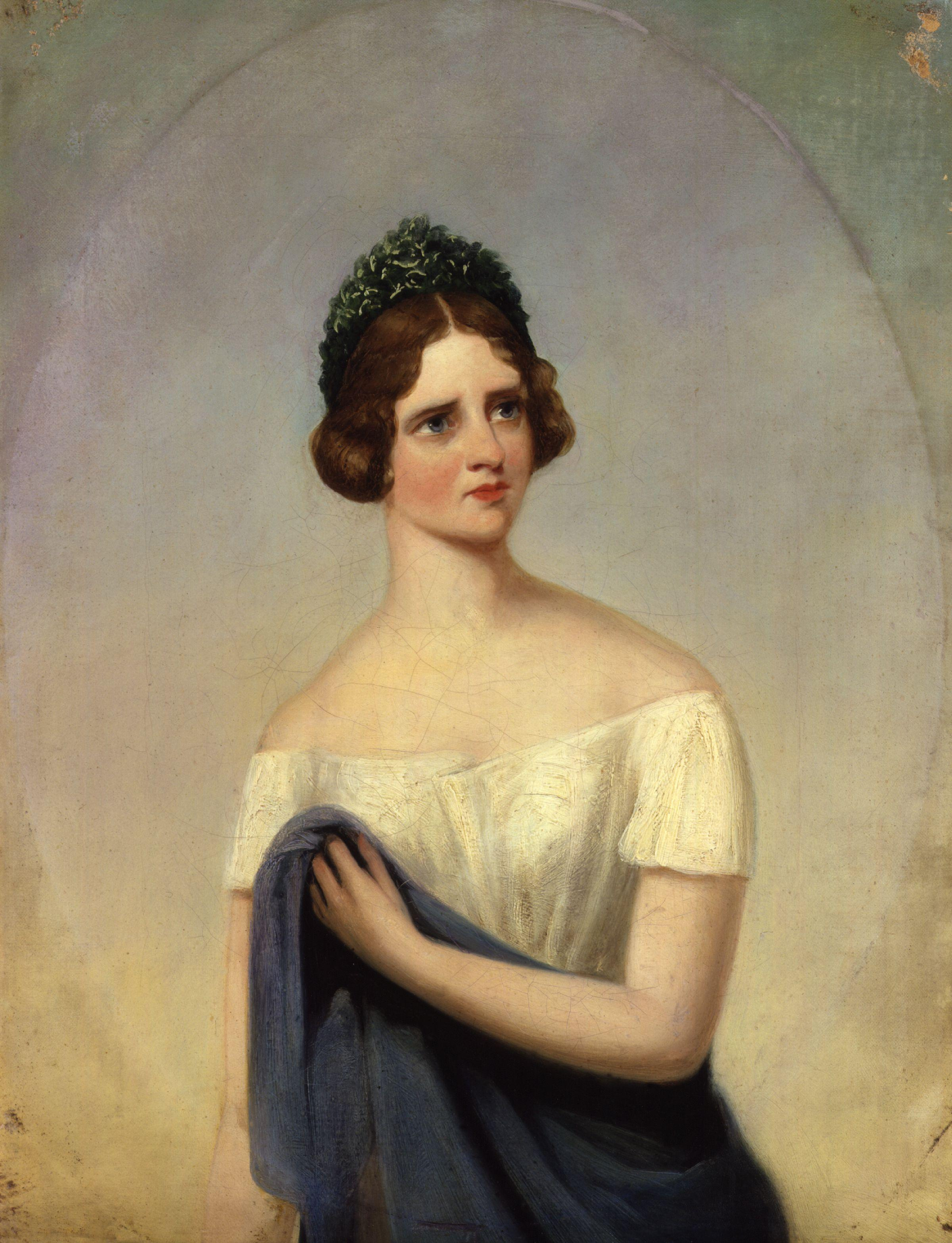
Jenny Lind (in La Sonnambula ?), Porträt von Alfred d’Orsay

- Im Winter 1849/50 in Göttingen, erhielt Jenny Lind als bislang einzige Frau das Ehrenband der Burschenschaft Hannovera.[36][37][38][39][40]
- Im Jahre 1881 verlieh ihr der schwedische König Oskar II. die Medaille Litteris et Artibus in Brillanten mit dem Bande des Seraphinenordens. Zu diesem Zeitpunkt hatten nur zwei andere Sängerinnen (Christine Nilsson und Zelia Trebelli-Bettini) diese Auszeichnung erhalten.[41][42]
- Sie war von 1996 bis 2016 auf der schwedischen 50-Kronen-Banknote[38] abgebildet.
- Jenny Lind Island in der Arktis ist nach ihr benannt.
- Diverse Straßen tragen ihren Namen.
- Fire Queen und Jenny Lind waren die ersten Lokomotiven der Padarn Railway des Dinorwic-Schiefersteinbruchs in Wales.
- Norwegian Air Boeing 737-800 Jenny Lind mit Bild auf der Heckflosse[43]
- In Großbritannien wurde 1847 eine Lokomotivbauart nach Jenny Lind benannt, der Name wurde später auch in anderen Ländern für ähnliche Lokomotiven verwendet.

## Briefe
- The Lost Letters/Jenny Lind. Translated from the German and Edited with Commentaries by W. Porter Ware. Gollanz, London 1966.